# Az ember, aki megölte Hitlert és aztán a Nagylábút
Az ember, aki megölte Hitlert és aztán a Nagylábút (The Man Who Killed Hitler and Then the Bigfoot) 2018-ban bemutatott amerikai kalandfilm és filmdráma. Rendezője, írója és társproducere a debütáló Robert D. Krzykowski, a főbb szerepekben pedig Sam Elliott, Aidan Turner, Larry Miller, Ron Livingston és Caitlin FitzGerald láthatók.

## Cselekménye
|  | Alább a cselekmény részletei következnek! |

Az 1987-ben játszódó történet Calvin Barról (Sam Elliott) szól, egy idős férfiról, aki kutyájával együtt éli utolsó napjait csendes szülővárosában. Barr visszaemlékszik a múltjára, a flashbackekből kiderül, hogy a második világháború alatt egy különleges műveleti katonaként az Adolf Hitler meggyilkolására irányuló küldetésben szolgált, amit sikeresen véghez is vitt, azonban az akciót titkosították, és soha nem hozták nyilvánosságra. Barr az évek során megkeseredett, mivel úgy érezte, hogy küldetése végül értelmetlen volt, mivel a nácikat nem fejezték le a Führer meggyilkolásával: egyszerűen találtak egy meggyőző testdublőrt és színészt Hitler helyettesítésére, és folytatták a háborút. Miközben Barr a mindennapi rutinját végzi, amihez hozzátartozik a bátyja, Ed (Larry Miller) meglátogatása a fodrászüzletében, megküzd egy bandával, akik megpróbálják ellopni az autóját, és egy pár titokzatos férfi követni kezdi egy kormányzati autóban. A férfiak végül amerikai és kanadai kormányügynökökként azonosítják magukat. Elmagyarázzák, hogy a Földön minden élet veszélyben forog, mivel egy különös vírus embereket és állatokat öl a kanadai vadonban, és a vírus eredeti forrása maga a mitikus Nagylábú. Mivel tudják, hogy Barr jól képzett nyomkereső és túlélő, és egyike az azon kevés embernek a Földön, akik immunisak a vírusra, az ügynökök megpróbálják beszervezni, hogy menjen a vadonba és ölje meg a Nagylábút, abban a reményben, hogy ezzel véget vetnek a járványnak.
Barr megkezdi vadászatát a Nagylábúra, és puskájával sikeresen megsebesíti. Hosszas nyomkövetés után megtalálja a sziklafal tetején haldokló Nagylábút. Sajnálatot érez iránta, ezért úgy dönt, hogy inkább elégeti a testet, minthogy átadja a kormánynak, de hirtelen kiderül, hogy a lény még mindig életben van, majd megtámadja Barrt, és leharapja a fülét. Addig harcolnak, amíg Barr le nem szúrja, és végül agyon nem lövi. A katona ezután hátradől, és látszólag belehal a sebesüléseibe.

A kép Barr temetésére vált át, ahol a testvére gyönyörű gyászbeszédet mond. Az idő telik, és Ed elmegy horgászni Barr kutyájával, mivel korábban megígérte, hogy vigyázni fog rá. A titokban életben maradt testvér azonban újra megjelenik, és ketten együtt horgásznak tovább, megbeszélve a történteket. Miután nagy sikert ért el a potenciális járvány megállításában, Barr végre úgy érzi, teljessé vált az élete. Később aztán kiássa a saját koporsóját, hogy visszaszerezzen belőle egy régi dobozt, és hazasétál, ám a doboz tartalmára soha nem derül fény.
|  | Itt a vége a cselekmény részletezésének! |

## Szereplők
| Szerep               | Színész            |
| -------------------- | ------------------ |
| Calvin Barr          | Sam Elliott        |
| A fiatal Calvin Barr | Aidan Turner       |
| Maxine               | Caitlin FitzGerald |
| Mr. Gardner          | Sean Bridgers      |
| Flag Pin             | Ron Livingston     |
| "The Clerk"          | Ellar Coltrane     |
| Ed                   | Larry Miller       |
| Maple Leaf           | Rizwan Manji       |
| Nagylábú             | Mark Steger        |
| Rufus                | Aubrey Hale        |

## Fogadtatás

### Kritikai fogadtatás
A Rotten Tomatoes kritika-gyűjtő oldalon a film 75%-os népszerűségnek örvend, 95 kritika alapján, 6,5/10-es átlagértékeléssel. A weboldal kritikai konszenzusa a következő: „Az ember, aki megölte Hitlert és aztán a Nagylábút beváltja a címében szereplő vad ígéretét, ami nem kis részben Sam Elliott világfájdalommal teli játékának köszönhető a címszerepben.” A Metacritic-en a film súlyozott átlagpontszáma 51/100, amely 13 kritikán alapul. 

### Díjak és jelölések
A 45. Szaturnusz-gálán a film bejutott a legjobb független film kategória döntősei közé, ám végül alulmaradt a Mandy – A bosszú kultuszával szemben.

## Fordítás
- Ez a szócikk részben vagy egészben  a   The Man Who Killed Hitler and Then the Bigfoot című angol Wikipédia-szócikk ezen változatának fordításán alapul.  Az eredeti cikk szerkesztőit annak laptörténete sorolja fel. Ez a jelzés csupán a megfogalmazás eredetét és a szerzői jogokat jelzi, nem szolgál a cikkben szereplő információk forrásmegjelöléseként.